# NGC 6074-2
NGC 6074-2 is een elliptisch sterrenstelsel in het sterrenbeeld Hercules. Het hemelobject werd op 21 juni 1874 ontdekt door de Franse astronoom Édouard Jean-Marie Stephan.

## Synoniemen
- MCG 2-41-16
- ZWG 79.75
- PGC 57418